# Hollywood Forever Cemetery

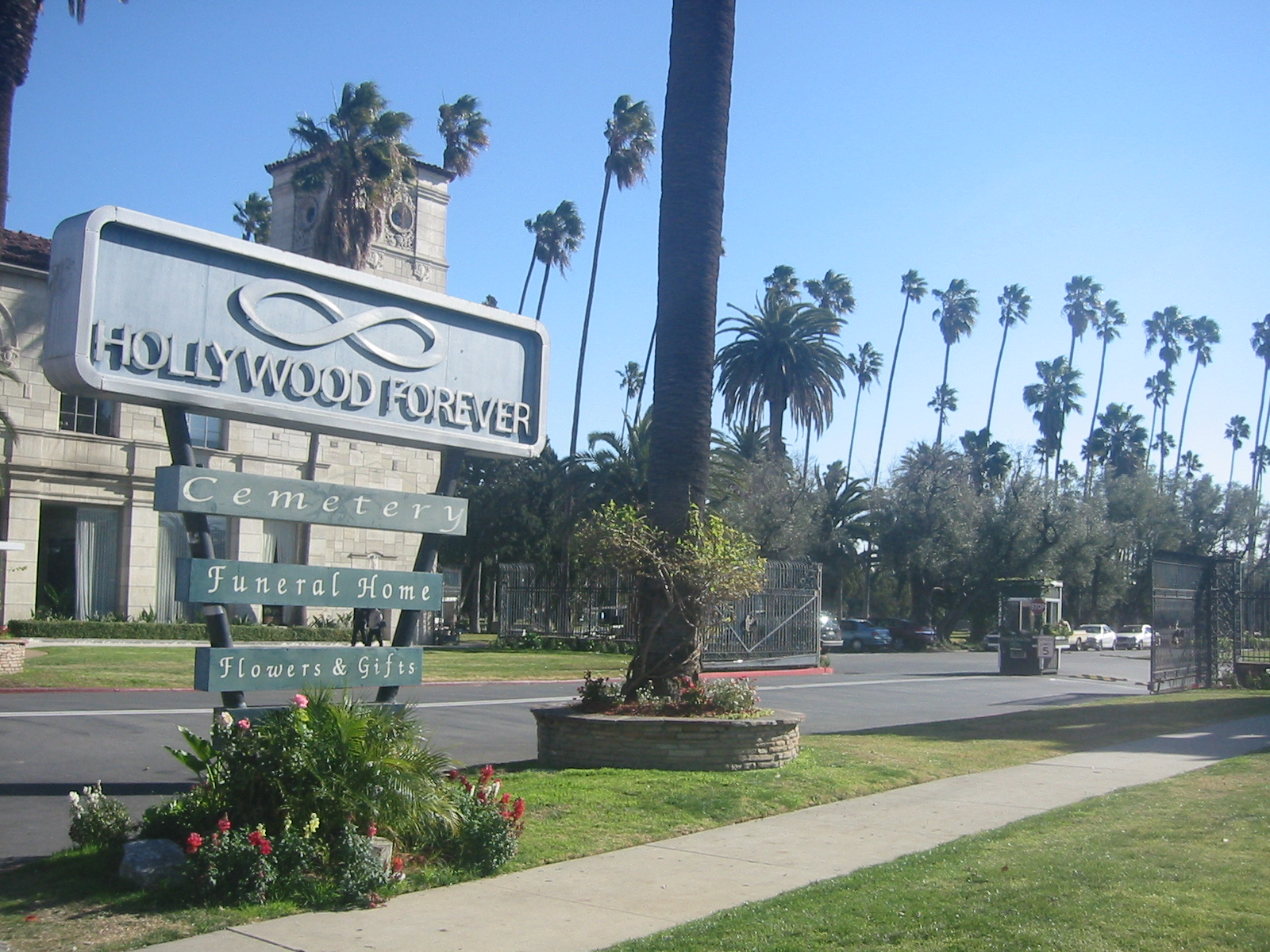
Hollywood Forever Cemetery

Hollywood Forever Cemetery is een begraafplaats in Los Angeles. De locatie omvat tevens een uitvaartcentrum en mortuarium.
De begraafplaats werd gesticht in 1899 onder de naam Hollywood Cemetery en heette later (tot 1998) Hollywood Memorial Park.
Op Hollywood Forever Cemetery liggen onder anderen begraven:
- Peter Bardens, Brits toetsenist
- Mel Blanc, komiek
- Lilian Bond, Brits actrice
- Richard Chamberlain (1934-2025), acteur
- Charles Chaplin jr., acteur, zoon van Charlie Chaplin
- Lana Clarkson, actrice en model
- Chris Cornell, zanger, gitarist
- Viola Dana, actrice
- Joe Dassin, zanger
- Cecil B. DeMille, filmregisseur
- Nelson Eddy, zanger
- Douglas Fairbanks, acteur en producer
- Judy Garland, actrice
- Janet Gaynor, actrice
- Estelle Getty, actrice
- Joan Hackett, actrice
- George Harrison, Beatle (gecremeerd)
- Woody Herman, jazz-klarinettist, saxofonist (alt en sopraan), zanger en bigbandleider
- John Huston, acteur, regisseur
- Barbara La Marr, actrice, danseres
- Mark Lanegan, Amerikaanse zanger
- Peter Lorre, acteur
- Jayne Mansfield, actrice
- Darren McGavin, acteur
- Maila Nurmi, Fins-Amerikaans actrice
- Tyrone Power, acteur
- Johnny Ramone en Dee Dee Ramone, popmuzikanten
- Mickey Rooney, acteur
- Ann Savage, actrice
- Joseph Schildkraut, acteur
- Tony Scott, filmregisseur
- Ann Sheridan, actrice
- Bugsy Siegel, gangster
- Jerry Siegel, stripmaker
- Yma Súmac, zangeres
- Constance Talmadge, actrice
- Edgar G. Ulmer, decorontwerper, filmregisseur en scenarioschrijver
- Rudolph Valentino, acteur
- Fay Wray, Canadees-Amerikaans actrice